# Чертик (село)
Чертик (кирг. Чертик) — село в Араванском районе Ошской области Кыргызстана. Входит в состав Тепе-Коргонского айылного аймака.

## География
Село расположено в западной части области, на расстоянии приблизительно 8 километров (по прямой) к северо-западу от села Араван, административного центра района. Абсолютная высота — 597 метров над уровнем моря.

## Население
Согласно оценочным данным Национального статистического комитета Кыргызской Республики, численность населения села на начало 2023 года составляла 1897 человек.
| год     | 2009 | 2014 | 2015 | 2020 | 2021 | 2023 |
| ------- | ---- | ---- | ---- | ---- | ---- | ---- |
| человек | 1241 | 1490 | 1493 | 1418 | 1464 | 1897 |